# Lista de prefeitos de Xique-Xique
Esta é a lista de prefeitos e vice-prefeitos do município de Xique-Xique, estado brasileiro da Bahia

## Período imperial (1834–1889)
| Nº | Nome                              | Imagem | Partido             | Início do mandato      | Fim do mandato         | Observações |
| 1  | Álvaro Antônio de Campos          |        | Partido Liberal     | 23 de outubro de 1834  | 16 de novembro de 1836 | Capitão-mor |
| 2  | Clemente Britualdo Magalhães      |        | Partido Conservador | 16 de novembro de 1836 | 1838                   |             |
| 3  | José Rufino de Magalhães          |        | Partido Conservador | 1840                   | 1842                   | Coronel     |
| -  | José Rufino de Magalhães          |        | Partido Conservador | 1842                   | 1844                   | Coronel     |
| 4  | José Rufino de Magalhães          |        | Partido Conservador | 1844                   | janeiro de 1845        | Coronel     |
| 5  | Manoel Fulgêncio de Azevedo       |        | Partido Conservador | 1847                   | 1849                   |             |
| 6  | Ernesto Augusto da Rocha Medrado  |        | Partido Democrático | 11 de abril de 1849    | 1852                   | Coronel     |
| -  | Ernesto Augusto da Rocha Medrado  |        | Partido Democrático | 1853                   | 1856                   | Coronel     |
| 7  | Joaquim Estácio da Rocha          |        | Partido Liberal     | 1857                   | 1860                   |             |
| 8  | Francisco José Soares de Carvalho |        | Partido Liberal     | 7 de janeiro de 1861   | 1864                   | Capitão     |
| 9  | José Rufino de Magalhães          |        | Partido Conservador | 1865                   | 1868                   | Coronel     |
| -  | José Rufino de Magalhães          |        | Partido Conservador | 1869                   | 1872                   | Coronel     |
| 10 | Joaquim Estácio da Rocha          |        | Partido Liberal     | 1873                   | 1876                   |             |
| 11 | Joaquim Batista Avelino           |        | Partido Liberal     | 1877                   | 1878                   |             |
| 12 | Manoel Martiniano França Antunes  |        | Liga Progressista   | 1878                   | 1884                   |             |
| −  | ??                                |        |                     |                        |                        |             |
| 13 | Jacó Pereira Bastos da Mata       |        | Partido Conservador | 1885                   | 1889                   |             |

## Período republicano (1889–2021)
| Nº                                                    | Nome                                                                      | Imagem                                           | Partido                                          | Início do mandato       | Fim do mandato                           | Observações |
| Primeira República (1889–1930)                        |                                                                           |                                                  |                                                  |                         |                                          | |
| 1                                                     | Gustavo de Magalhães Costa                                                |                                                  | Partido do Centro Democrático PCD                | 15 de dezembro de 1889  | 10 de abril de 1890                      | Intendente nomeado |
| 2                                                     | Cel. Reginaldo Gomes Lima                                                 |                                                  | Partido do Centro Democrático PCD                | 10 de abril de 1890     | 28 de maio de 1892                       | Intendente nomeado |
| 3                                                     | Capitão Antônio Martins Santiago                                          |                                                  | Partido Republicano Federal PRF                  | 28 de maio de 1892      | 28 de maio de 1896                       | Intendente eleito |
| 4                                                     | Coronel Romualdo da Cruz                                                  |                                                  | Partido Republicano Federal PRF                  | 28 de maio de 1896      | 28 de maio de 1900                       | Intendente eleito |
| 5                                                     | Praxedes Xavier da Rocha                                                  |                                                  | Partido Republicano Federal PRF                  | 28 de maio de 1900      | 28 de maio de 1904                       | Intendente eleito |
| 6                                                     | Francisco José Correia                                                    |                                                  | Partido Republicano Progressista PRP             | 28 de maio de 1904      | 28 de maio de 1908                       | Intendente eleito |
| 7                                                     | Francisco Martins Santiago                                                |                                                  | Partido Republicano Progressista PRP             | 28 de maio de 1908      | 28 de maio de 1912                       | Intendente eleito |
| 8                                                     | Agrário de Magalhães Avelino                                              |                                                  | Partido Republicano Conservador PRC              | 28 de maio de 1912      | 25 de abril de 1916                      | Intendente eleito |
| 9                                                     | Cyro de Medeiros Borges                                                   |                                                  | Partido Republicano Conservador PRC              | 25 de abril de 1916     | 19 de julho de 1918                      | Intendente nomeado |
| 10                                                    | Gustavo Pinheiro de Alcântara                                             |                                                  | Partido Republicano Conservador PRC              | 19 de julho de 1918     | 22 de dezembro de 1918                   | Intendente nomeado |
| 11                                                    | Lindolpho de França Bastos                                                |                                                  | Partido Republicano Progressista PRP             | 22 de dezembro de 1918  | 18 de abril de 1920                      | Intendente nomeado |
| 12                                                    | Francisco Xavier Guimarães                                                |                                                  | Partido Republicano Democrata da Bahia PRD       | 18 de abril de 1920     | 22 de dezembro de 1922                   | Intendente nomeado |
| 13                                                    | Genuíno Carvalho dos Santos                                               |                                                  | Partido Republicano Democrata da Bahia PRD       | 22 de dezembro de 1922  | 30 de julho de 1923                      | Intendente nomeado |
| 14                                                    | Francisco Xavier Guimarães                                                |                                                  | Partido Republicano Democrata da Bahia PRD       | 30 de julho de 1923     | 2 de abril de 1924                       | Intendente nomeado |
| 15                                                    | Manoel Teixeira de Carvalho                                               |                                                  | Partido Republicano Democrata da Bahia PRD       | 2 de abril de 1924      | 10 de junho de 1924                      | Intendente nomeado |
| 16                                                    | José Adolpho de Campos Magalhães                                          |                                                  | Partido Republicano Democrata da Bahia PRD       | 10 de junho de 1924     | 10 de abril de 1928                      | Intendente nomeado |
| 17                                                    | Manoel Teixeira de Carvalho                                               |                                                  | Partido Republicano Baiano PRB                   | 10 de abril de 1928     | 20 de novembro de 1930                   | Intendente nomeado |
| Segunda e Terceira República — Era Vargas (1930–1945) |                                                                           |                                                  |                                                  |                         |                                          | |
| 18                                                    | José de Souza Nogueira                                                    |                                                  | Partido Republicano Baiano PRB                   | 28 de novembro de 1930  | 5 de junho de 1933                       | Coronel |
| 19                                                    | Francisco Xavier Guimarães                                                |                                                  | Partido Republicano Liberal PRL                  | 5 de junho de 1933      | 30 de novembro de 1930                   | Coronel |
| 20                                                    | Lithercílio Baptista da Rocha                                             |                                                  | Aliança Liberal AL                               | 30 de novembro de 1930  | 20 de setembro de 1941                   | Coronel |
| 21                                                    | Antônio Justiniano de Souza                                               |                                                  | Aliança Liberal AL                               | 20 de setembro de 1941  | 10 de junho de 1943                      | Tenente |
| 22                                                    | Túlio Mendes da Silva                                                     |                                                  | Aliança Liberal AL                               | 10 de junho de 1943     | 25 de janeiro de 1945                    | |
| 23                                                    | Adão Moreira Bastos (Gentio do Ouro, 04.10.1910 –Xique-Xique, 24.10.1994) |                                                  | Partido Social Democrático PSD                   | 25 de janeiro de 1945   | 10 de novembro de 1945                   | |
| Quarta República (1945–1964)                          |                                                                           |                                                  |                                                  |                         |                                          | |
| 24                                                    | José Manoel Viana de Castro                                               |                                                  | Partido Social Democrático PSD                   | 10 de novembro de 1945  | 2 de janeiro de 1946                     | |
| 25                                                    | Naylor de Souza Nogueira                                                  |                                                  | Partido Social Democrático PSD                   | 2 de janeiro de 1946    | 10 de abril de 1946                      | |
| 26                                                    | Adão Moreira Bastos (Gentio do Ouro, 04.10.1910 –Xique-Xique, 24.10.1994) |                                                  | Partido Social Democrático PSD                   | 10 de abril de 1946     | 28 de agosto de 1946                     | |
| 27                                                    | Naylor de Souza Nogueira                                                  |                                                  | Partido Social Democrático PSD                   | 28 de agosto de 1946    | 28 de setembro de 1946                   | |
| 28                                                    | Custódio Bittencourt Moraes (Xique-Xique, 15.06.1914–)                    |                                                  | Partido Social Progressista PSP                  | 28 de setembro de 1946  | 12 de dezembro de 1947                   | |
| 29                                                    | Francisco Emerenciano da Cruz (–18.02.1983)                               |                                                  | União Democrática Nacional UDN                   | 12 de dezembro de 1947  | 15 de janeiro de 1948                    | |
| 30                                                    | Aurélio Gomes de Miranda                                                  |                                                  | Partido Social Democrático PSD                   | 16 de janeiro de 1948   | 30 de janeiro de 1951                    | Prefeito eleito em sufrágio universal.                                                                                 |
| 31                                                    | João Rodrigues Soares (Xique-Xique, 02.02.1917–)                          |                                                  | Partido Social Democrático PSD                   | 31 de janeiro de 1951   | 7 de abril de 1955                       | Prefeito eleito em sufrágio universal.                                                                                 |
| 32                                                    | José Peregrino de Souza (Itaguaçu, 18.11.1912–)                           |                                                  | União Democrática Nacional UDN                   | 7 de abril de 1955      | 7 de abril de 1959                       | Prefeito eleito em sufrágio universal.                                                                                 |
| 33                                                    | Francisco Marçal da Silva (Xique-Xique, 16.06.1914–06.01.2003)            |                                                  | Partido Social Democrático PSD                   | 7 de abril de 1959      | 8 de abril de 1963                       | Prefeito eleito em sufrágio universal.                                                                                 |
| 34                                                    | Joel Firmo de Meira (Xique-Xique, 26.10.1931–)                            |                                                  | União Democrática Nacional UDN                   | 8 de abril de 1963      | 7 de abril de 1967                       | Prefeito eleito em sufrágio universal.                                                                                 |
| Quinta República (1964–1985)                          |                                                                           |                                                  |                                                  |                         |                                          | |
| 35                                                    | José Barbosa e Silva (Uibaí, 23.06.1913–)                                 |                                                  | Aliança Renovadora Nacional ARENA                | 7 de abril de 1967      | 30 de janeiro de 1971                    | Prefeito eleito em sufrágio universal.                                                                                 |
| 36                                                    | Joel Firmo de Meira (Xique-Xique, 26.10.1931–)                            |                                                  | Aliança Renovadora Nacional ARENA                | 31 de janeiro de 1971   | 31 de janeiro de 1973                    | Prefeito eleito em sufrágio universal.                                                                                 |
| 37                                                    | João Ferreira Filho                                                       |                                                  | Aliança Renovadora Nacional ARENA                | 1° de fevereiro de 1973 | 31 de janeiro de 1977                    | Prefeito eleito em sufrágio universal.                                                                                 |
| 38                                                    | Reinaldo Teixeira Braga                                                   |                                                  | Aliança Renovadora Nacional ARENA                | 1° de fevereiro de 1977 | 14 de maio de 1982                       | Prefeito eleito em sufrágio universal, renunciou para se candidatar a uma cadeira como Deputado estadual Constituinte. |
| 39                                                    | Hélcio Guimarães Bessa (Xique-Xique, 14.07.1930–.05.01.1998)              |                                                  | Partido Democrático Social PDS                   | 14 de maio de 1982      | 31 de janeiro de 1983                    | Vice-prefeito no cargo de forma definitiva.                                                                            |
| 40                                                    | Carlos de Souza Santos                                                    |                                                  | Partido Democrático Social PDS                   | 1° de fevereiro de 1983 | 31 de dezembro de 1988                   | Prefeito eleito em sufrágio universal.                                                                                 |
| Sexta República, ou Nova República (1985–presente)    |                                                                           |                                                  |                                                  |                         |                                          | |
| 41                                                    | Raul Teixeira Braga (–.1996)                                              |                                                  | Partido do Movimento Democrático Brasileiro PMDB | 1° de janeiro de 1989   | 31 de dezembro de 1992                   | Prefeito eleito em sufrágio universal.                                                                                 |
| 42                                                    | José Magalhães (Xique-Xique, 09.10.1954–)                                 |                                                  | Partido da Frente Liberal PFL                    | 1° de janeiro de 1993   | 31 de dezembro de 1996                   | Prefeito eleito em sufrágio universal.                                                                                 |
| 43                                                    | Eser Rocha (Gentio do Ouro, 08.11.1927–)                                  |                                                  | Partido Trabalhista Brasileiro PTB               | 1° de janeiro de 1997   | 31 de dezembro de 2000                   | Prefeito eleito em sufrágio universal.                                                                                 |
| 44                                                    | José Magalhães (Xique-Xique, 09.10.1954–)                                 |                                                  | Partido Liberal PL                               | 1° de janeiro de 2001   | 31 de dezembro de 2004                   | Prefeito eleito em sufrágio universal.                                                                                 |
| 45                                                    | Eser Rocha (Gentio do Ouro, 08.11.1927–)                                  |                                                  | Partido Liberal PL                               | 1° de janeiro de 2005   | 30 de janeiro de 2005                    | Prefeito eleito em sufrágio universal, renunciou por problemas de saúde.                                               |
| 46                                                    | Reinaldo Teixeira Braga Filho, Reinaldinho (Salvador, 01.07.1979–)        |                                                  | Partido da Frente Liberal PFL                    | 31 de janeiro de 2005   | 31 de dezembro de 2008                   | Vice-prefeito no cargo de forma definitiva.                                                                            |
| 46                                                    | Reinaldo Teixeira Braga Filho, Reinaldinho (Salvador, 01.07.1979–)        | Partido do Movimento Democrático Brasileiro PMDB | 1° de janeiro de 2009                            | 31 de dezembro de 2012  | Prefeito reeleito em sufrágio universal. | |
| 47                                                    | Alfredo Ricardo Bessa Magalhães, Dr. Ricardo (Xique-Xique, 20.02.1976–)   |                                                  | Partido dos Trabalhadores PT                     | 1° de janeiro de 2013   | 31 de dezembro de 2016                   | Prefeito eleito em sufrágio universal.                                                                                 |
| 48                                                    | Reinaldo Teixeira Braga Filho, Reinaldinho (Salvador, 01.07.1979–)        |                                                  | Partido do Movimento Democrático Brasileiro PMDB | 1° de janeiro de 2017   | 31 de dezembro de 2020                   | Prefeito eleito em sufrágio universal.                                                                                 |
| 48                                                    | Reinaldo Teixeira Braga Filho, Reinaldinho (Salvador, 01.07.1979–)        | Movimento Democrático Brasileiro MDB             | 1° de janeiro de 2021                            | 31 de dezembro de 2024  | Prefeito reeleito em sufrágio universal. | |
| 49                                                    | Renan Pinto Dantas Braga, Renanzinho (Xique-Xique, 01.05.1982–)           |                                                  | Movimento Democrático Brasileiro MDB             | 1° de janeiro de 2025   | Atualidade                               | Prefeito eleito em sufrágio universal.                                                                                 |